# Tomasz Wydmuszek
Tomasz Wydmuszek (ur. 11 lutego 1976 w Szczecinie) – polski piłkarz, futsalista, piłkarz plażowy, reprezentant w piłce nożnej plażowej. Na trawie reprezentuje III-ligową Vinetę Wolin, na piasku gra w najbardziej utytułowanym klubie - Grembachu Łódź. Jeden z najbardziej rozpoznawalnych piłkarzy w historii piłki nożnej plażowej.
W futsalu reprezentował barwy Pogoni 04 Szczecin. W beach soccerze jest Polakiem, który zdobył najwięcej tytułów mistrzowskich – dziewięć. Wraz z Grembachem zdobył też wielokrotnie Puchar Polski jak i Superpuchar. Występował w Euro Winners Cup w 2013, 2014, 2016 oraz 2017 roku. Podczas meczu z reprezentacją Niemiec rozgrywanym 9 sierpnia 2015, Tomasz Wydmuszek odebrał pamiątkową tablicę za rozegranie 150. meczu w reprezentacji.